# Масалфасар
Масалфасар (на испански: Masalfasar) е община в Испания, Валенсийска общност, провинция Валенсия, комарка Уерта Норте. Според Националния статистически институт на Испания през 2013 г. общината има 2411 жители.